# VDD 5
Die Dampflokomotive 5 der Kleinbahn Voldagsen–Duingen–Delligsen (VDD) war eine Lokomotive für den Nebenbahnbetrieb. Die Lokomotive wurde von Borsig 1906 mit der Fabriknummer 5917 ausgeliefert.
Die Lokomotive wurde als Heißdampflokomotive mit einem Überhitzer gebaut und von der Deutschen Eisenbahn-Betriebsgesellschaft (DEBG) als Nummer 41 bezeichnet.
Die Lokomotive war zumeist auf den Bahnstrecken Voldagsen–Delligsen und Vorwohle–Emmerthal knapp 60 Jahre im Einsatz. 1966 wurde die Maschine ausgemustert und verschrottet.

## Geschichte
Um 1906 waren auf der Bahnstrecke Voldagsen–Delligsen vorwiegend dreiachsige Nassdampflokomotiven der Preußischen Bauart T 3 im Einsatz. Diese Lokomotiven kamen um diese Zeit an ihre Leistungsgrenzen. Für stärkere und schwerere Maschinen war die Streckeninfrastruktur damals nicht gegeben. Eine Möglichkeit der Leistungssteigerung war die Ausrüstung der Lokomotiven mit einem Überhitzer.

### DEBG 41
Zu einem terminlich nicht bekannten Zeitpunkt wurde die Lokomotive Borsig 5917 auf den Betrieb mit Heißdampf umgebaut. Sie erhielt dazu größere Zylinder sowie eine modernere Steuerung und wurde zu Vergleichszwecken bei der VDD eingesetzt. Sie erhielt die Bezeichnung DEBG 41.
Bei Vergleichsfahrten mit vorhandenen T3 verbrauchte die DEBG 41 20 % weniger Kohle und 18,75 % weniger Wasser. Während ihrer Dienstzeit war die Lokomotive stets im norddeutschen Raum, speziell bei der VDD sowie auf der Bahnstrecke Vorwohle–Emmerthal (VEE) eingesetzt und wurde besonders für Triebwagen-Ersatzzüge oder Bauzüge verwendet. Ein besonderes Einsatzgebiet der Lok war auch der Einsatz vor Sonderzügen. 1964 wurde ihr Schornstein durch ein über das Gleis hängendes Seil abgerissen. Die Lokomotive wurde daraufhin mit einem Provisorium wieder instand gesetzt und versah noch bis 1966 ihren Dienst. Die Lokomotive wurde noch im gleichen Jahr ausgemustert und bald danach verschrottet.

## Technik
Schon äußerlich war die Lokomotive der Preußischen T 3 sehr ähnlich. Das Laufwerk stimmte mit dieser Reihe in den Maßen überein. Etwas geändert war das hintere Ende des Führerhauses, bei der DEBG 41 war es gerade.
Der Kessel hat einen Schmidt-Rauchrohr-Überhitzer erhalten, dadurch sank die Zahl der Heizrohre und Rauchrohre kamen hinzu. Die Kesselabmessungen sind in etwa gleich geblieben. Die Lok hat für den Betrieb mit Heißdampf neue Zylinder und Kolbenschieber erhalten. Auch die Steuerung wurde auf die Heusinger-Steuerung umgeändert. Mit diesen Änderungen war die Lok leicht von gebräuchlichen T3 zu unterscheiden.